# Verhnea Budakivka, Mirhorod
Verhnea Budakivka (în ucraineană Верхня Будаківка) este un sat în comuna Ostapivka din raionul Mirhorod, regiunea Poltava, Ucraina.

## Demografie
Componența lingvistică a localității Verhnea Budakivka
     Ucraineană (100%)
Conform recensământului din 2001, toată populația localității Verhnea Budakivka era vorbitoare de ucraineană (100%).